# Felicia Weathers
Felicia Weathers (Saint Louis, 13 agosto 1937) è un soprano statunitense.

## Biografia
Nata e cresciuta a Saint Louis, intraprese gli studi di medicina all'Università Washington prima di decidere di studiare canto alla Lincoln University e all'Indiana University School of Music, dove fu allieva di Charles Kullman e Frank St. Leger.
Nel 1961 fu scritturata dall'Opernhaus Zürich, dove cantò come Zerlina in Don Giovanni e Oscar in Un ballo in maschera; l'anno dopo esordì al Theater Kiel, dove fece i suoi debutti come Aida e Salomè. Nel 1963 esordì alla Wiener Staatsoper, dove avrebbe cantato in una quarantina di rappresentazioni fino al 1970 nei ruoli di Aida, Elisabetta in Don Carlo, Leonora ne Il trovatore, Liù in Turandot (accanto al Calaf di Franco Corelli), Cio-Cio San in Madama Butterfly e Nedda in Pagliacci.
Esordì al Metropolitan Opera House il 21 ottobre 1965 nel ruolo di Liza ne La dama di picche, un ruolo che avrebbe cantato più volte al Met nelle due stagioni successive. Tra il 1966 e il 1970 cantò all'Opera di Chicago come Renata ne L'angelo di fuoco, Cio-Cio-San, Salomè e Liù. Nel 1967 esordì alla San Francisco Opera in The Visitation e vi tornò due anni più tardi come eponima protagonista in Jenůfa. Nel 1968 fu Salomè alla Houston Grand Opera.
Nel giugno 1970 fu Violetta ne La traviata a Berlino sotto la bacchetta di Lorin Maazel, mentre il mese dopo esordì al Covent Garden nel ruolo di Aida accanto all'Amneris di Fiorenza Cossotto. Nello stesso anno tenne il suo primo recital all'Alice Tully Hall. Nel 1977 cantò al Teatro dell'Opera di Roma come Salomè e l'anno dopo vi tornò per cantare come protagonista nella prima nazionale di Sancta Susanna.
Diede il suo addio all'opera cantando come Crisotemi nell'Elettra in Germania nel 1999 e successivamente si dedicò all'insegnamento e alla regia.